# Salvatiella polynesica
Salvatiella polynesica är en kräftdjursart som beskrevs av Mueller1990. Salvatiella polynesica ingår i släktet Salvatiella och familjen Munnidae. Inga underarter finns listade i Catalogue of Life.